# Emil Martinec
Emil John Martinec (né le 4 octobre 1958) est un théoricien américain des cordes, professeur de physique à l'Institut Enrico-Fermi de l'Université de Chicago et directeur du Kadanoff Center for Theoretical Physics. Il fait partie d'un groupe à l'Université de Princeton qui développe la Théorie des cordes hétérotique en 1985.

## Jeunesse
Martinec est né le 4 octobre 1958 à Downers Grove, Illinois. Il est diplômé de l'Université Northwestern en 1979 et obtient son doctorat de l'Université Cornell en 1984, avec une thèse intitulée Quantum Mechanics Versus General Covariance In Gravity And String Models, conseillée par Michael Peskin. Il travaille les deux dernières années de ses études supérieures au SLAC, après le déménagement de Peskin là-bas.

## Carrière
Au début de sa carrière, Martinec travaille à l'Université de Princeton, où il fait partie d'un groupe de recherche connu sous le nom de "Princeton string quartet" qui comprend également les physiciens David Gross, Jeffrey A. Harvey et Ryan Rohm. Le groupe développe la théorie des cordes hétérotiques en 1985. Comme son nom l'indique, la théorie des cordes hétérotiques combine des éléments de plusieurs versions de la théorie des cordes pour tenter de créer une explication plus réaliste de la physique des particules élémentaires. Ce travail fait partie d'une série d'avancées qui empêchent la fusion annoncée de la cosmologie et de la physique fondamentale.
Il est actuellement professeur à l'Institut Enrico Fermi de l'Université de Chicago. Il dirige le Kadanoff Center for Theoretical Physics de l'université.